# Masłowo-Warszewo
Masłowo-Warszewo (prononciation : [maˈswɔvɔ varˈʂɛvɔ]) est une localité polonaise de la gmina de Rawicz dans le powiat de Rawicz de la voïvodie de Grande-Pologne dans le centre-ouest de la Pologne.
La localité possédait une population de 11 habitants en 2014.

## Histoire
De 1975 à 1998, la localité faisait partie du territoire de la voïvodie de Leszno.

Depuis 1999, Masłowo-Warszewo est situé dans la voïvodie de Grande-Pologne.